# Estadio Daniel Alcides Carrión
O Estádio Daniel Alcides Carrión é um estádio multiuso localizado em Cerro de Pasco no Peru . É utilizado pelo time de futebol Unión Minas . O estádio tem capacidade para 8.000 pessoas e é o estádio mais alto do mundo, com uma altitude de 4.380 metros (13.973 pés) acima do nível do mar. Isso torna muito difícil para os jogadores que não estão acostumados a jogar nessa altura e tem causado algumas polêmicas.
Devido a sua altitude ser mais de 2,500 metros, o estádio não é sediado por nenhuma partida internacional devido as regras da FIFA .